# 山本雅代
山本 雅代（やまもと まさよ、1952年 - 、女性）は、日本のバイリンガリズム研究者。

## 著書
- バイリンガリズム入門 (日本語) 単行本 – 2014/7/1
- 日本のバイリンガル教育 (日本語) 単行本 – 2000/8/18
- バイリンガルの世界 単行本 – 1999/3/1
- バイリンガルはどのようにして言語を習得するのか (日本語) 単行本 – 1996/12/15
- バイリンガル(2言語使用者)―その実像と問題点 (日本語) 単行本 – 1991/5/1

| スタブアイコン | サブスタブ | この項目は、まだ閲覧者の調べものの参照としては役立たない、人物に関連した書きかけの項目です。この項目を加筆・訂正などしてくださる協力者を求めています（P:人物伝/PJ:人物伝）。 |